# Anunciación (Lotto)
La Anunciación (en italiano, L'Annunziazione) es una pintura del artista renacentista italiano Lorenzo Lotto, que data de hacia 1527. Es una pintura al óleo sobre tela con unas dimensiones de 166 centímetros de alto y 114 cm de ancho. Se conserva en el Museo civico Villa Colloredo Mels de Recanati, en Las Marcas (Italia).
Se trata de un cuadro en el que se representa el momento en que el ángel Gabriel acude donde se encuentra la Virgen María leyendo la Biblia. Esta, sorprendida y perturbada, se gira apartándose del asiento. El ángel lleva en la mano un lirio, una flor mariana de gran simbolismo. En el centro de la habitación, un gato escapa igualmente asustado de la repentina aparición. No se sabe bien si este gato es un elemento cómico en una escena religiosa o bien simboliza a Satanás que se aleja de la aparición celestial.